# (213741) 2002 WR28
(213741) 2002 WR28 es un asteroide perteneciente al cinturón de asteroides, descubierto el 22 de noviembre de 2002 por el equipo del Near Earth Asteroid Tracking desde el Observatorio Palomar, California, Estados Unidos.

## Designación y nombre
Designado provisionalmente como 2002 WR28.

## Características orbitales
(213741) 2002 WR28 está situado a una distancia media del Sol de 2,751 ua, pudiendo alejarse hasta 2,854 ua y acercarse hasta 2,648 ua. Su excentricidad es 0,037 y la inclinación orbital 4,384 grados. Emplea 1666,45 días en completar una órbita alrededor del Sol.

## Características físicas
La magnitud absoluta de (213741) 2002 WR28 es 16,22. 